# Spolek studentů historie FF UK
Spolek studentů historie FF UK byl založen roku 2010 na Filozofické fakulty Univerzity Karlovy. Cílem spolku je pořádání odborných, kulturních a společenských akcí za účelem zkvalitnění studentského života.

## Historie
Spolek byl založen 13. května 2010 ustanovující valnou hromadou na půdě Filozofické fakulty Univerzity. Již z kraje akademického roku 2010/2011 členové spolku poprvé organizovali seznamovací kurz v Bílém potoce pod Smrkem, kterého se účastnilo celkem 41 studentů prvního ročníku. Dne 13. 10. 2010 proběhla první řádná valná hromada, která zvolila první vedení Spolku. Na tomto zasedání přijalo členstvo spolku i jeho neoficiální název – FFabula. V letním semestru téhož akademického byl poprvé uspořádán přípravný kurzy pro uchazeče o studium. Největší akcí však byla Letní škola interdisciplinárních přístupů, která proběhla koncem srpna a které se zúčastnily desítky studentů i přednášejících. Tématem prvního ročníku letní školy byla „Historie a paměť“ a dostalo se jí velké pozornosti. Spolek je nadále činnou organizací.

## Činnost spolku
Spolek studentů historie se věnuje primárně aktivitám spojených se studiem historie na FF UK. Pro studenty prvních ročníků pravidelně před začátkem semestru zajišťuje seznamovací kurz. Spolek se věnuje také uchazečům a uchazečkám o studiu historie na FF UK, pro které pořádá přípravné kurzy k přijímacímu řízení. Další činností jsou odborné aktivity spojené s oborem, a to zejména pořádání přednášek, diskuzí a představování nových publikací v oboru. Kromě Letní školy interdisciplinárních přístupů, která byla pořádána v letech 2011–2013 je činností spolku organizace odborných konferencí. Největší akcí se v tomto ohledu stala mezinárodní konference Beyond Revolution in Russia pořádaná s podporou a záštitou Filozofické fakulty Univerzity Karlovy, Ústavu pro studium totalitních režimů, Filosofického ústavu AV ČR a Institutu pro studium strategických regionů Univerzity Karlovy u příležitosti stého výročí ruské revoluce v roce 2017.

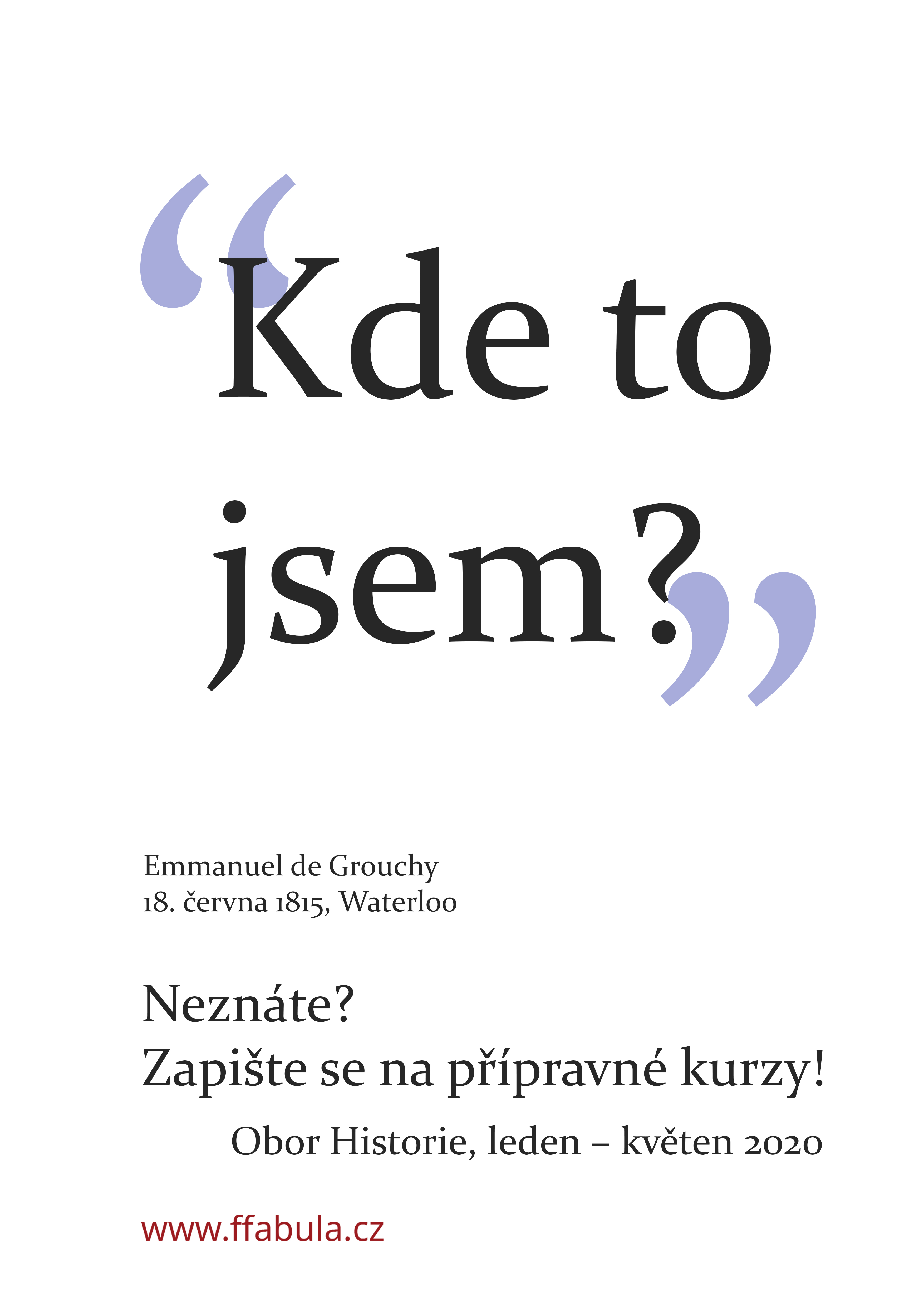
Plakát k přípravným kurzům z roku 2020.

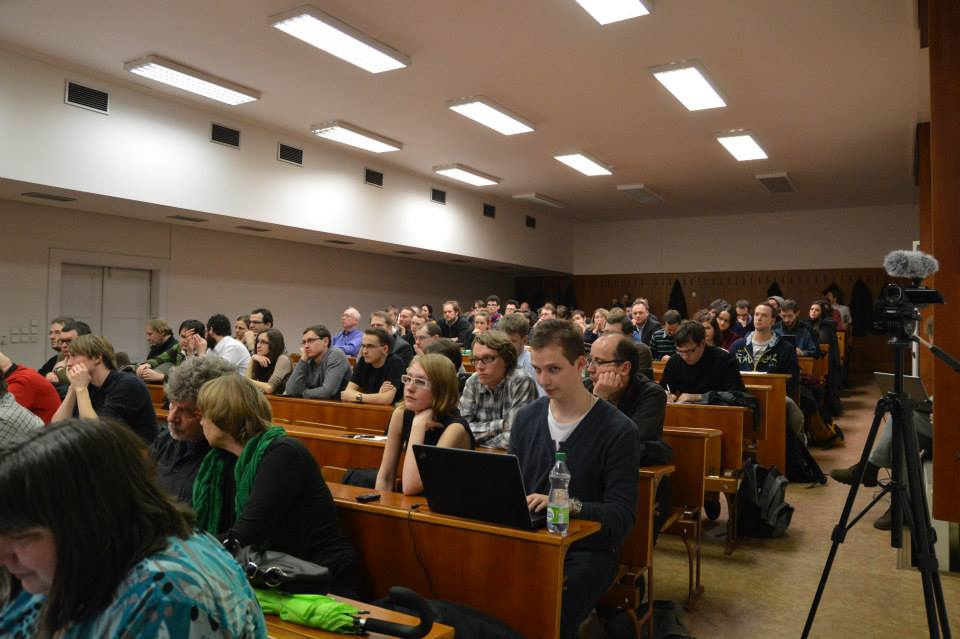
Místnost č. 200 na hlavní budově Filozofické fakulty Univerzity Karlovy při debatě s kandidáty na funkci ředitele ÚSTR.

### Diskuze s kandidáty na funkci ředitele ÚSTR
Spolek a jeho členstvo rovněž dlouhodobě sleduje dění okolo historických institucí. V roce 2014, tak uspořádal debatu s kandidáty na funkci ředitele Ústavu pro studium totalitních režimů, čímž přispěl do hojně sledované veřejné diskuze. Akce se zúčastnili uchazeči o funkci ředitele – Adrian Portmann, Viktor Meca a Karel Světnička.

### Spor o hymnu pro Karla IV.
V roce 2015 se členové spolku výrazně zapojili do veřejného dění. Pražský radní pro kulturu Jan Wolf při přípravách 700. výročí Karla IV. vytvoření hymny, kterou dle něj měl připravovat zpěvák Daniel Landa. Kromě reakce ze strany politické opozice na pražském magistrátu se k tomuto kroku vyjádřila nejen Univerzita Karlova ale také Spolek studentů historie, jehož aktivita pronikla do medií. Vedení Spolku pomocí otevřeného dopisu vyjádřilo obavy z nacionalistického vyznění vznikající písně s ohledem na kontroverzní minulost Daniela Landy samotného. Spor nakonec vedl k tomu, že hymna nebyla realizována, nicméně celá problematika velké míře pronikla do médií. Tehdejší předseda organizace Daniel Ort zastupoval celé spolkové stanovisko v řadě medií, včetně DVTV. 

### Plagiátorství Martina Kováře
Během každoročního setkání mezi řediteli tzv. historických ústavů na FF UK a studenty oboru, které bylo pořádáno Spolkem studentů historie, odhalili mladí historici Marek Jandák, Tomáš Konečný a Ondřej Crhák (bývalý předseda spolku) rozsáhlé obvinění z plagiátorství vůči profesorovi obecných dějin Martinu Kovářovi. Spolek následně poskytl prostor pro publikaci celého podnětu na webovém blogu časopisu Obscura. Celá kauza měla široké mediální pokrytí a Spolek do ní dále aktivně nevstupoval.

## Předsedové a předsedkyně spolku
Za více než desetiletou existenci organizace se v jejím čele vystřídala řada studentů:
- Jaromír Mrňka (2010–2012)
- Miloš Bělohlávek (2012–2013)
- Karel Kolros (2013–2014)
- Maros Lauer (2013–2014)
- Daniel Ort (2014–2015)
- Martin Babička (2015–2016)
- Ondřej Crhák (2016–2018)
- Anna Fišerová (2018–2019)
- Michal Cáp (2019–2021)
- Vjačeslav Glazov (2021–2022)
- Lucie Dvořáková (2022–2023)
- David Westlake (2023–2024)
- Markéta Prošková (2024 doposud)

## Publikace spojené s činností
- POLIAKOVÁ, Martina, Jakub RAŠKA a Václav SMYČKA. Uzel na kapesníku: vzpomínka a narativní konstrukce dějin. Praha: Filozofická fakulta Univerzity Karlovy, 2014, 176 s.
- MRŇKA, Jaromír. Beyond the revolution in Russia: Narratives - concepts - spaces. Prague: Charles University, Karolinum Press, 2021, 314 s.